# Kondea
Kondea (gr. Κοντέα, tur. Türkmenköy) – wieś na Cyprze, w dystrykcie Famagusta. Położona jest na terenie republiki Cypru Północnego.